# Anilios leptosomus
Espèce
Synonymes
- Ramphotyphlops leptosomus Robb, 1972
- Austrotyphlops leptosomus (Robb, 1972)

Anilios leptosomus est une espèce de serpents de la famille des Typhlopidae. 

## Répartition
Cette espèce est endémique d'Australie-Occidentale en Australie.

## Publication originale
- Robb, 1972 : A new species of the genus Rhamphotyphlops (Serpentes: Typhlopidae) from Western Australia. Journal of the Royal Society of Western Australia, vol. 55, p. 39-40.